# Organismo público (España)
Un organismo público, en España, es un tipo de facción de Derecho público dependiente de la Administración General del Estado, que posee personalidad jurídica pública diferenciada, patrimonio y tesorería propios, así como autonomía de gestión en los términos que la Ley prevea. Se encuadran en el sector público institucional estatal (junto con las autoridades administrativas independientes, las sociedades mercantiles estatales, los consorcios, las fundaciones del sector público, los fondos sin personalidad jurídica y las universidades públicas no transferidas).
La Ley de Régimen Jurídico del Sector Público (abreviadamente, LRJSP), en su artículo 88, indica que «son organismos públicos dependientes o vinculados a la Administración General del Estado, bien directamente o bien a través de otro organismo público, los creados para la realización de actividades administrativas, sean de fomento, prestación o de gestión de servicios públicos o de producción de bienes de interés público susceptibles de contraprestación; actividades de contenido económico reservadas a las Administraciones Públicas; así como la supervisión o regulación de sectores económicos, y cuyas características justifiquen su organización en régimen de descentralización funcional o de independencia». 

## Clasificación
Según el artículo 84 de la Ley de Régimen Jurídico del Sector Público (LRJSP), hay tres tipos de organismos públicos vinculados o dependientes de la Administración General del Estado: los organismos autónomos, las entidades públicas empresariales y las agencias estatales del sector público estatal.

### Organismos autónomos
Los Organismos autónomos son organismos públicos regidos por Derecho administrativo, que desarrollan «que desarrollan actividades propias de la Administración Pública, tanto actividades de fomento, prestacionales, de gestión de servicios públicos o de producción de bienes de interés público, susceptibles de contraprestación, en calidad de organizaciones instrumentales diferenciadas y dependientes de ésta».
La LRJSP dedica la Sección 2.ª del Capítulo III del Título II (artículos 98 a 102) a la regulación de la figura, estableciendo las características básicas de su régimen jurídico, económico-financiero y patrimonial, presupuestario, de personal y de contratación. También se regulan los nombramientos de los titulares de sus órganos; el procedimiento para recurrir sus actos y resoluciones; el control de su eficacia por parte del Ministerio correspondiente; y la posibilidad de obtener ingresos propios, más allá de las dotaciones presupuestarias.

### Entidades públicas empresariales
Las entidades públicas empresariales son organismos públicos regidos por Derecho privado, excepto en la formación de la voluntad de sus órganos, en el ejercicio de las potestades administrativas que tengan atribuidas y en los aspectos específicamente regulados para las mismas en esta Ley, en sus estatutos y en la legislación presupuestaria.
En cuanto a sus funciones, dado que se les encomienda la realización de actividades prestacionales, la gestión de servicios o la producción de bienes de interés público susceptibles de contraprestación.
Su regulación básica está contenida en el Capítulo III del Título II de la Ley (artículos 53 a 60), que de manera semejante a los Organismos autónomos, establece el régimen patrimonial, presupuestario, de contratación, de control de eficacia y de recurso contra sus actos. En cuanto al régimen de su personal, señala al personal funcionarial como una excepción, y al personal laboral como la regla habitual, sujetos en todo caso, a los principios de igualdad, mérito y capacidad.

### Agencias Estatales
Las Agencias Estatales son organismos públicos caracterizados por los principios de autonomía funcional, responsabilidad por la gestión y control de resultados. Suprimidas en 2015, desde 2021 se rigen por la Ley 40/2015 o LRJSP, tras ser reintroducidas ese año por la Disposición final trigésima cuarta de la Ley 11/2020, de 30 de diciembre, de Presupuestos Generales del Estado para el año 2021
La LRJSP, en sus artículos 108 bis a 108 sexies, regula la creación, modificación, extinción y supresión de dichos organismos. Así mismo, establece su estructura organizativa; su régimen patrimonial, presupuestario y de personal; y el control de su actividad.

## Otras entidades
Además de los anteriores existen otras entidades que, si bien no son organismos públicos al no estar clasificadas por la Ley como tal, integran el sector público institucional estatal.

### Autoridades administrativas independientes
A este tipo de entidad se le reconoce una independencia funcional o una especial autonomía respecto de la Administración General del Estado y se regirán por su normativa específica en los aspectos precisos para hacer plenamente efectiva dicha independencia o autonomía. En los demás extremos y, en todo caso, en cuanto al régimen de personal, bienes, contratación y presupuestación, ajustarán su regulación a las prescripciones de la LOFAGE, relativas a los organismos públicos que, en cada caso resulten procedentes, teniendo en cuenta las características de cada Organismo..

## Ejemplos de organismos públicos en España
- Consejo de Transparencia y Buen Gobierno  (CTBG)
- Centro Nacional de Inteligencia (CNI)
- Agencia Española de Protección de Datos (AEPD)
- Servicio Público de Empleo Estatal (SEPE)
- Consejo Superior de Investigaciones Científicas (CSIC)
- Instituto Español de Oceanografía (IEO)
- Instituto Geológico y Minero de España (IGME)
- Aeropuertos Españoles y Navegación Aérea (AENA)
- Administrador de Infraestructuras Ferroviarias (ADIF)
- Agencia EFE (EFE)
- Centro para el Desarrollo Tecnológico y la Innovación (CDTI)
- Fábrica Nacional de Moneda y Timbre (FNMT)
- Loterías y Apuestas del Estado (LAE)
- Puertos del Estado